# 師岡康子
師岡 康子（もろおか やすこ）は、日本の弁護士、市民活動家。外国人人権法連絡会運営委員、東京弁護士会外国人の権利に関する委員会委員、大阪経済法科大学アジア太平洋研究センター客員研究員。京都大学卒業。

## 略歴
父親は共同通信の元幹部。1992年-2007年、東京弁護士会両性の平等に関する委員会。2003年-2007年、日本弁護士連合会人権擁護委員会特別嘱託委員。東京弁護士会外国人の権利に関する委員会委員。枝川朝鮮学校取壊し裁判弁護団。2007年、ニューヨーク大学ロースクール、2008年、英キール大学大学院、2010年、キングス・カレッジ・ロースクール留学。
東京弁護士会外国人の権利に関する委員会幹事。大阪経済法科大学アジア太平洋研究センター客員研究員。国際人権法学会所属。外国人人権法連絡会運営委員。人種差別撤廃NGOネットワーク共同世話人、外国人学校・民族学校の問題を考える弁護士有志の会所属。

## 政治活動
朝鮮学校の権利を主張する運動や 人種差別撤廃施策推進法案成立のために活動している。

### 日本に住む外国籍の人の権利獲得運動
- 2005年9月25日 - 在日本大韓民国民団（民団）の機関紙「民団新聞」によると、朝鮮学校などの外国人学校の権利を主張する「多民族共生教育フォーラム」の実行委員会事務局次長をつとめている[8]。
- 2006年11月29日 - 民団の機関紙「民団新聞」によると、 日本で暮らす外国籍の人の「円卓会議」に出席し、多文化共生教育フォーラムの活動について報告し、在日同胞と日本人有志が架け橋として、外国籍の子の教育を受ける権利がいかに侵害されているかなどが議論された[9]。
- 2013年4月25日 - 朝鮮新報によると、朝鮮学校の「高校無償化」問題の不当性を訴えるための「『高校無償化』制度の朝鮮学校への即時適用と補助金復活を求める院内集会｣に、社民党の又市征治と吉田忠智と吉川元、民主党の江崎孝と田城郁と有田芳生、未来の党の阿部知子らと参加し、スピーチをしている[10]。

### 在特会批判・反レイシズム運動
- 2013年11月28日 - 民団の機関紙「民団新聞」によると、 在日特権を許さない市民の会（在特会）などの排外差別デモ撤廃を求める第3回国会集会に安田浩一、李春熙らと参加し、「包括的差別禁止法」の必要性を主張[11]。
- 2014年2月2日 - 「ヘイトスピーチ（差別扇動）」について考えるシンポジウムを開催し、民団の機関紙「民団新聞」によると参加者100人であった[12]。
- 2014年9月2日 - 人種差別撤廃NGOネットワークが開催した記者会見に参加、民団の機関紙「民団新聞」の取材によると、会見に出席したのは、ネットワーク関係者と有田芳生らの7名であるという[13]。
- 2014年12月15日 - シンポジウム「過去を克服するには」に参加、民団の機関紙「民団新聞」によると、岡崎勝彦（愛知学院大学大学院）、田中宏、安田浩一、樋口直人、李成権（駐神戸総領事館総領事）、薛幸夫（民団鳥取本部）らとともに講演[1]。
- 2014年12月21日 - 韓国中央会館で開催された民団中央本部人権擁護委員会主催の「ヘイトスピーチを根絶させよう！　東京シンポジウム」に参加し、民団の機関紙「民団新聞」によると、李根茁人権擁護委員会委員長、呉公太民団中央本部団長、有田芳生、安田浩一、金展克、李根茁、呉時宗民団大阪堺支部団長、薛幸夫民団鳥取県本部団長、在日韓国人法曹フォーラムの趙學植、徐史晃民団青年会中央本部会長らとともに参加し、在特会の問題等を討議している[14]。
- 2015年10月27日 - マスコミ倫理懇談会全国協議会で講演、人種差別撤廃施策推進法案の必要性を主張、メディアに対し、差別の実態や被害者の声を伝えるよう呼びかけた[7]。
- 2015年12月5日 - 「12・5国連・人権勧告の実現を！集会・デモ」に参加、岩上安身のIndependent Web Journalによると、人種差別撤廃基本法制定の必要性を主張したという[15]。
- 2016年5月24日 - ヘイトスピーチ対策法の成立際、公明党の矢倉克夫、自民党の西田昌司、民進党の有田芳生、共産党の仁比聡平による記者会見にコメントし、「外国人人権法連絡会」として記者会見に参加[16][17]。
- 2016年9月10日 - 民団の機関紙「民団新聞」によると、民団鳥取本部団長の薛幸夫らによる実行委員会主催の人権啓発シンポジウム「友よ、未明の闇に跫音（あしおと）を」に、田中宏（一橋大学名誉教授）、安田浩一、岡崎勝彦（愛知学院大学大学院教授）、内海愛子、一盛真（鳥取大学准教授）らと参加[18]。
- 2016年10月30日 - 民団の機関紙「民団新聞」によると、シンポジウム「永住外国人の人権と在日コリアン」に、金時鐘、田中宏、岡崎勝彦、安田浩一らと参加[19]。

## 主張

### 朝鮮学校支援
在日本大韓民国民団（民団）の機関紙「民団新聞」で、朝鮮学校出身者に、日本の半数以上の国立大学から「認定証」が届かないことを批判している。

### ヘイトスピーチ規制
ヘイトスピーチの日本語訳として「差別煽動」を提唱している。この訳語には神原元、有田芳生、安田浩一、中村一成が同調している。
ヘイトスピーチの害悪を「社会的、構造的に差別されているマイノリティーに、「差別は人権や国籍などの属性のせいだと烙印を押す。だから、自分に問題があるのではと感じ、自己否定、社会に対する絶望感、恐怖、心身の不調など深刻な被害をもたらす」と指摘し、被害として京都朝鮮学校公園占用抗議事件の被害児童が心的外傷後ストレス障害に苦しんでいることや、教師が退職するなどして学校が移転を早めざるを得なかったことを挙げている。2016年6月3日に施行されたヘイトスピーチ対策法に対しては、国が反差別の立場に立った意義と一定の効果を認めながらも、対象を「適法に居住する者」に限ったことは人種差別撤廃条約違反であり、難民申請者、オーバーステイ、被差別部落、アイヌ、琉球などが対象にならないことは問題だとして、「次のステップとしてヘイトスピーチに限らない包括的な人種差別撤廃基本法の制定を求めたい。」と述べた。同年8月1日に出された法務省のヘイトスピーチに係る2度目の勧告に対しては「勧告には『差別』という言葉が盛り込まれ、対策法の表現も引用された。意義は大きい」とコメントした。ヘイト・スピーチについて、「広義では、人種、民族、国籍、性などの属性を有するマイノリティの集団もしくは個人に対し、その属性を理由とする差別的表現であり、その中核にある本質的な部分は、マイノリティに対する『差別、敵意又は暴力の煽動』（自由権規約二〇条）、『差別のあらゆる煽動』（人種差別撤廃条約四条本文）であり、表現による暴力、攻撃、迫害である。」と主張している。
北海道新聞2017年5月27日付朝刊「表現の自由に潜む『差別』」において「深刻な差別の実害を知らないからでしょう。沈黙を強いられ、心を病み、自死に追い込まれる事実」があると主張した。

### 人種差別撤廃基本法の推進
人種差別撤廃基本法の制定を求めている。2015年6月26日、外国人人権法連絡会などが参院議員会館で主催した、人種差別撤廃基本法（民主、社民案）の早期実現を求める集会で「法案は規制法ではなく、差別に反対するすべての人が賛成できるはずだ」と述べた。
条例で制定すべき施策として、
- 担当部署の設置・首長、地方議会議員への人種差別行為の禁止
- 差別禁止条項
- 禁止に違反した場合の制裁
- 公共施設の利用制限
- 定期的な実態調査
- 被害者の意見聴取の制度的保障
- 被害者の心身のケア
- 学校教育での差別撤廃教育
- マイノリティーのアイデンティティー尊重施策
- 多民族、多文化交流
- 公務員に対する人種差別撤廃教育
- 公務員のレイシャルハラスメント防止規定
- インターネット対策
- 差別に対する相談、救済制度の整備
- 第三者機関の設置

を挙げ、このうち、特に公人の人種差別行為の禁止を強く求めている。
在日本大韓民国民団（民団）の機関紙「民団新聞」に「外国人入店お断り」のポスターを「差別」と主張し「現行法ではポスターをはがさせることはできない」ことを批判する寄稿を行っている。

### 在特会批判
在日本大韓民国民団（民団）の機関紙「民団新聞」によると、在日特権を許さない市民の会を「レイシスト団体」と呼び批判している。民団新聞によると、2016年7月15日の東京都知事選挙活動中に、桜井誠が、民団中央会館前で行った演説を、「民団職員に対するヘイトスピーチ」などと批判している。

### 三国人発言に関する言及
石原慎太郎「三国人」発言などを差別発言であると主張している。自著『ヘイト・スピーチとは何か』においても公人のヘイトスピーチの代表例として取り上げている。

## 評価
- 毎日新聞と日本経済新聞で、にヘイトスピーチ問題に詳しい弁護士と紹介されている[34][35]。
- 弁護士、しばき隊メンバーの神原元は、師岡をヘイトスピーチ問題のパイオニアであると評価している[22][36]。
- 明戸隆浩は、師岡の主著『ヘイト・スピーチとは何か』について、ヘイトスピーチ問題に早くから関わってきた弁護士による包括的入門書であるとし、必要な論点はほぼ全て網羅されていると評するとともに、最終章「規制か表現の自由かではなく」において、差別実態の公的調査や地方レベルの対応の必要性などに触れており、ヘイトスピーチ法規制に対する「イエスかノーか」の議論を超える次の段階の議論のために挙げる書として第一に推薦した[37]。民団新聞も、表現の自由を重視する日本の法曹界の在り方に一石を投じた書籍であると評した[38]。
- 日本人大学院生リンチ事件発生後、被害者の支援を行っている人物に師岡が送ったメール（私信）が暴露されている。それによると、師岡は被害者が告訴をすることが反レイシズム運動の破壊、運動の中心を担ってきた人たちを権力に売ること、（ヘイトスピーチ対策法）法制化のチャンスを潰すことであり、告訴を行わないよう被害者を説得するようにその人物に勧めたこと、師岡が被害者の行為が「信用棄損罪」にあたると記載したことが明らかにされている。事件について取材、記事化した鹿砦社は「嘔吐感を催す」「人間の考えることではない」「手前勝手な〝Ｍ君リンチ事件隠蔽のための法律解釈″（リンチの被害者がなんで『信用毀損罪』になるのか？）」と厳しく批判している[39]。
- 鹿砦社は師岡弁護士や神原元弁護士のことを「しばき隊のような「反差別なら言論への暴力やリンチさえも許される」との思想を党派的に擁護すれば、反差別を主張していても支持は広がらないと主張して、「少なくとも3人のリンチ関与を認めて賠償が決まった判決が出ていることを重く受け止めるべきだ」と批判している[40]。

## 著書

### 単著
- 『ヘイト・スピーチとは何か』岩波書店、2013年12月
→韓国版が出版『嫌悪する口　ヘイト・スピーチとは何か』Ｍaybooks、2015年

### 共著
- 『日韓新たな始まりのための20章』（担当範囲「在日コリアンに対する差別はなくなったのか」）岩波書店、2007年1月
- 『外国人・民族的マイノリティ人権白書2010』明石書店、2010年4月
- 『今、問われる日本の人種差別撤廃』解放出版社、2010年9月
- 『社会権規約と被災地、マイノリティ：政府報告へのカウンターレポート』（担当範囲「在日コリアンの現状と社会権規約」）部落解放・人権研究所、2012年12月
- 『なぜ、いまヘイト・スピーチなのか：差別、暴力、脅迫、迫害』（担当範囲「人種差別を克服するための国際人権基準に合致する法制度の検討」）前田朗:編、三一書房、2013年11月[41]
- 『国際人権2013年報 第24号』信山社、2013年11月
- 『ヘイト・スピーチ（差別煽動表現）を許してはいけない』新幹社、2014年8月
- 『レイシズムヘイト・スピーチと闘う：2014年人種差別撤廃委員会の日本審査とNGOの取り組み』差別国際運動日本委員会、2015年3月
- 『根絶!ヘイトとの闘い：共生の街・川崎から』（担当範囲「人種差別撤廃にむけた自治体の責務」）緑風出版、2017年6月
- 『ヘイトクライムと修復的司法：被害からの回復にむけた理論と実践』（担当範囲「《論考》日本のヘイトクライムの現状：本書への架け橋」）明石書店、2018年11月
- 『ヘイト・スピーチ法の比較研究』（担当範囲「第3章 学説 1.規制積極説」）信山社、2019年2月
- 『ヘイトスピーチに立ち向かう：差別のない社会へ』（担当範囲「川崎市によるヘイトスピーチへの取組：公の施設利用制限と反差別条例素案」）日本評論社、2019年10月
- 『インターネットとヘイトスピーチ』（担当範囲「インターネット上のヘイトスピーチ被害の深刻さ」）現代人文社、2019年12月
- 『インターネットとヘイトスピーチ：法と言語の視点から』（担当範囲「COLUMN 差別を『犯罪』とした川崎市反差別条例の意義」）明石書店、2021年3月
- 『ヘイト・差別の無い社会をめざして：映像、人権、奨学からの取り組み』（担当範囲「ヘイトスピーチ・ヘイトクライム根絶に向けて」）金聖雄, 師岡康子, 權清志:著、社会評論社、2023年1月
- 『「帰れ」ではなく「ともに」：川崎「祖国へ帰れは差別」裁判とわたしたち』（担当範囲「日本におけるヘイトスピーチ対策の現状と問題点」「求められる人種差別撤廃法制度」）石橋学ほか:著、大月書店、2024年10月

### 監修
- 『Q&Aヘイトスピーチ解消法 』監修、現代人文社、2016年10月

### 寄稿
- 『世界 2014年11月号』（「包括的人種差別禁止法制定に向けて：国連人種差別撤廃委員会勧告の意義」）岩波書店
- 『法学セミナー 通巻726号』（「包括的な人種差別撤廃制度の必要性」）日本評論社、2015年
- 『世界 2015年10月号』（「審議入りした『人種差別撤廃施策推進法案』の意義」）岩波書店
- 『世界 2016年8月号』（「差別の撤廃に向けて：ヘイトスピーチ解消法成立の意義と今後の課題」）岩波書店

ほか

## 出演
- 『Radio Dialogue』「選挙運動に乗じたヘイトスピーチ、今後の課題は？」Youtube、2021年11月24日[42]
- 『Radio Dialogue』「クルド人への差別と法規制」Youtube、2025年2月5日[43]

### テレビ
- 『NEWS23』「”ヘイトスピーチ”投稿　初の刑事罰」TBSテレビ、2019年1月16日[44]
- 『首都圏ネットワーク』「差別的書き込みで判決」NHK、2023年10月12日[45]
- 『ETV特集』「フェイクとリアル 川口 クルド人 真相」NHK Eテレ、2025年4月5日

ほか